# Loadlin

loadlin — загрузчик Linux, который позволяет запустить Linux из-под DOS или Windows (только 95, 98, ME) начиная с версии 1.6 от 2002 г. Его главная особенность в том, что загрузка происходит без изменения уже установленных ОС DOS/Windows и их файлов. loadlin может помочь в ситуации когда перед загрузкой Linux'a нужно сделать некоторые манипуляции в DOS, например переключить звуковую карту специализированной программой в режим совместимости с Sound Blaster, после чего Linux сможет использовать стандартный драйвер для Sound Blaster.
loadlin и ядро Linux'a должны быть доступны из-под DOS/Windows. Загрузчик останавливает текущую ОС, временно удаляет её из памяти и загружает ядро в память из файла. Также устанавливаются разнообразные параметры, предназначенные для настройки работы ядра Linux, которому передаётся управление. Ядро читает параметры, инициализируется и выполняется. При следующей загрузке запустится та же ОС (DOS/Windows), которая была до запуска Linux.
Дополнительно ядро можно снабдить RAM-диском с файловой системой, приготовленном в специальном файле — образе файловой системы. Причём можно передать с помощью loadlin такие параметры, которые заставят ядро использовать эту файловую систему как корневую. Зачастую, эта файловая система содержит программы, которые монтируют файловую систему, которая уже находится на жёстком диске, и переключают ядро на использование именно этой файловой системы как основной.